# Mestna občina Krško
Mestna občina Krško je ena izmed 12 mestnih občin v Sloveniji z okoli 26.000 prebivalci. Njeno središče je Krško, skupno pa ima 158 naselij. Širše je znana po edini slovenski jedrski elektrarni. 
Občina Krško se nahaja v jugovzhodnem delu Slovenije, kjer se dolina reke Save razširi v prostrano Krško polje. Krško polje je prodnata dolina, prepletena s travniki in polji, preko katerih se na južnem obrobju vije reka Krka. Gričevnato pokrajino na severu, levem bregu reke Save, zaključuje krško hribovje, z gozdovi poraščeno pobočje Bohorja. Celotno Krško polje obdajajo manjši griči, porasli s sadovnjaki in vinogradi, ki se na jugu konča ob vznožju Gorjancev, poraščenih z bukovimi gozdovi, v katerih domuje številna divjad. Na zahodu zaokrožuje dolino Krakovski pragozd, ki je zaščiteno območje nekaterih redkih in ogroženih živalskih in rastlinskih vrst. Dne 5. julija 1952 je bila v Krškem izmerjena temperatura 40,7 °C, kar je bil temperaturni rekord več kot 60 let, do leta 2013, ko so 40,8 °C namerili v Cerkljah ob Krki.
Obnovljeno staro mestno jedro daje mestu Krško sliko urejenosti in značilnost upravnega središča (občina, upravna enota, okrožno sodišče, tožilstvo, davčni urad, policijska uprava, policijska postaja, center za socialno delo, zavod za zaposlovanje, zavod za zdravstveno zavarovanje Slovenije). V načrtu je nova obvoznica z dvema mostovoma in prestavitev glavne ceste (Krško - Sevnica) v Zatonu, skupaj s celotno ureditvijo prostora, kulturnimi objekti in parkom.

## Gospodarstvo in izobraževanje
Kot odgovor na izzive, ki jih ponuja gospodarsko okolje je bila po večletnih prizadevanjih ustanovljena Fakulteta za Logistiko. Nov člen v verigi razvoja visokega šolstva je Fakulteta za energetiko, ki je v študijskem letu 2010/11 vpisala tretjo generacijo študentov. Oblikovanje novih poslovnih in obrtnih con je eden pomembnejših dejavnikov nadaljnjega razvoja občine, saj posledično daje možnost odpiranja novih delovnih mest. Občina Krško danes razpolaga s 170 hektarji poslovnih površin, na katerih poteka podjetniška, obrtna, industrijska in trgovska dejavnost. 
V spodbujanju turizma, kot samostojne in dopolnilne panoge v občini Krško je bil v letu 2010 izpeljan projekt Turizem v zidanicah. K spodbujanju turizma in kmetijstva v občini Krško pripomorejo vinsko – turistične ceste, avtohtono svetlo rdeče vino cviček in prebivalci, ki so griče krške kotline spremenili v rodovitne vinograde, ter sadovnjake.

## Kulturnozgodovinske značilnosti
O prazgodovinski naseljenosti pričajo arheološke najdbe v Ajdovski jami iz kamene dobe, ostanke iz zgodnje železne dobe so našli na Libni nad Krškim, ostanki nekdanjega rimskega mesta in rečnega pristanišča Neviodvnvma pa so še vedno vidni pri Drnovem. Srednji vek je pokrajino zaznamoval s številnimi gradovi in cerkvami.
V Občini Krško se nahajajo gradovi:
- Grad Raka
- Grad Šrajbarski turn
- Grad Rajhenburg
- Grad Reštajn
- Graščina Turn
- Krški grad
- Spodnji Stari Grad

Kulturno dogajanje v občini Krško se tako na profesionalnem kot ljubiteljskem področju odvija na visokem nivoju Številne kulturne ustanove potrjujejo, da je občina Krško kulturno središče svojega območja. Za kulturne vsebine skrbijo Valvasorjeva knjižnica, prenovljen Valvazorjev kompleks, Mestni muzej Krško, Hočevarjev mavzolej, Kulturni dom Krško, Kapucinski samostan s cerkvijo, Galerija Vladimirja Štovička, Galerija Krško, do konec leta 2012 prenovljen grad Rajhenburg (Rajhenburg - staro ime za Brestanico), Dvorana v parku in pred njo prenovljeni Park zaslužnih občanov v katerem stojita tudi doprsna kipa dveh najpomembnejših Krčanov, Adama Bohoriča in Jurija Dalmatina, ki sta močno zaznamovala 16. stoletje, čas protestantizma, in botrovala pridobitvi prvih slovenskih knjig. 

## Mestna občina
Občina si je prizadevala pridobiti status mestne občine. Vlada Republike Slovenije je 2. julija 2009 zavrnila ta predlog in ostalih 9 občin, ker niso izpolnjevale dveh pogojev: najmanj 20.000 prebivalcev in 15.000 delovnih mest. Oktobra 2021 je uvedbo statusa Državnemu zboru ponovno predlagal poslanec SNS Dušan Šiško. Status mestne občine so v DZ potrdili 10. novembra 2021 v državnem zboru 65 glasovi za in 11 proti, občinski svet je sklep sprejel 4. decembra. MO Krško je po številu prebivalcev 4. najmanjša občina.

## Teritorialna delitev občine Krško
Občina Krško je razdeljena na 16 enot lokalne samouprave: dve mestni četrti in 14 krajevnih skupnosti:
- Mestna četrt Krško
- Mestna četrt Leskovec pri Krškem
- KS Brestanica
- KS Dolenja vas pri Krškem
- KS Gora
- KS Koprivnica
- KS Krško polje
- KS Podbočje
- KS Rožno–Presladol
- KS Raka
- KS Senovo
- KS Senuše
- KS Spodnji Stari Grad - Spodnja Libna
- KS Veliki Podlog
- KS Veliki Trn
- KS Zdole

## Naselja v občini
Anovec, Anže, Apnenik pri Velikem Trnu, Ardro pod Velikim Trnom, Ardro pri Raki, Armeško, Brege, Brestanica, Brezje pri Dovškem, Brezje pri Raki, Brezje pri Senušah, Brezje v Podbočju, Brezovica v Podbočju, Brezovska Gora, Brlog, Brod v Podbočju, Bučerca, Celine, Cesta, Cirje, Črešnjice nad Pijavškim, Čretež pri Krškem, Dalce, Dedni Vrh, Dobrava ob Krki, Dobrava pod Rako, Dobrova, Dol, Dolenja Lepa vas, Dolenja vas pri Krškem, Dolenja vas pri Raki, Dolenji Leskovec, Dolga Raka, Dovško, Drenovec pri Leskovcu, Drnovo, Dunaj, Frluga, Gmajna, Golek, Goli Vrh, Gora, Gorenja Lepa vas, Gorenja vas pri Leskovcu, Gorenje Dole, Gorenji Leskovec, Gorica pri Raztezu, Gorica, Gornje Pijavško, Gradec, Gradišče pri Raki, Gradnje, Gržeča vas, Gunte, Hrastek, Ivandol, Jelenik, Jelše, Jelševec, Kalce, Kalce-Naklo, Kališovec, Kerinov Grm, Kobile, Kočno, Koprivnica, Koritnica, Kostanjek, Kremen, Krško, Kržišče, Leskovec pri Krškem, Libelj, Libna, Loke, Lokve, Lomno, Mali Kamen, Mali Koren, Mali Podlog, Mali Trn, Malo Mraševo, Mikote, Mladje, Mrčna sela, Mrtvice, Nemška Gora, Nemška vas, Nova Gora, Osredek pri Trški Gori, Pesje, Pijana Gora, Planina pri Raki, Planina v Podbočju, Pleterje, Podbočje, Podlipa, Podulce, Površje, Premagovce, Presladol, Pristava ob Krki, Pristava pod Rako, Pristava pri Leskovcu, Prušnja vas, Raka, Ravne pri Zdolah, Ravni, Ravno, Raztez, Reštanj, Rožno, Sela pri Raki, Selce pri Leskovcu, Selo, Senovo, Senožete, Senuše, Slivje, Smečice, Smednik, Spodnja Libna, Spodnje Dule, Spodnje Pijavško, Spodnji Stari Grad, Srednje Arto, Srednje Pijavško, Sremič, Stari Grad v Podbočju, Stari Grad, Stolovnik, Stranje, Straža pri Krškem, Straža pri Raki, Strmo Rebro, Šedem, Šutna, Trška Gora, Velika vas pri Krškem, Veliki Dol, Veliki Kamen, Veliki Podlog, Veliki Trn, Veliko Mraševo, Veniše, Videm, Vihre, Volovnik, Vrbina, Vrh pri Površju, Vrhulje, Zabukovje pri Raki, Zaloke, Zdole, Žabjek v Podbočju, Žadovinek, Ženje